# مخيم جرش
مخيم جرش، والمعروف محلياً باسم مخيم غزة، مخيم «طارئ» أُقيم عام 1968 لإيواء 11500 من اللاجئين الفلسطينيين الذين غادروا قطاع غزة جراء الحرب العربية الإسرائيلية عام 1967. يغطي المخيم مساحة 750000 متر مربع، ويقع على مسافة 5 كم من أطلال الرومان الشهيرة في جرش.
في أعقاب 1967، أقامت الوكالة بسرعة مرافق للتغذية الإضافية الجماعية وخدمات الصحة البيئية والخدمات الصحية والتعليم في مدارس الخيام.
وتم إغفال خطط الوكالة لتوفير خيام أقوى تتحمل الشتاء القارص من أجل بناء مساكن جاهزة. بين عامي 1968-1971، تم إنشاء 2000 مسكناً بتبرعات من لجنة التبرعات الطارئة للشرق الأدنى.
وتقدم الأونروا خدمات التعليم والصحة والإغاثة والخدمات الاجتماعية من خلال تسعة مرافق يقوم على إدارتها 177 موظفاً بالوكالة.

## حقائق وأرقام
يقدر التعداد السكاني بأكثر من 50700 نسمة من بينهم 49000 لاجئ مسجلين.
تدير الأونروا أربع مدارس بالمخيم ينتظم فيها 4267 تلميذ لعام 2003/2004 ويدرس فيها 130 معلماً.
يقع المركز الصحي في مبنى تبرع به مجلس اللاجئين الدنماركي عام 1989، ويديره ثلاثة أطباء وطبيب أسنان و18 ممرض ومعاون لخدمة حوالي 500 مريض يومياً.
تتلقى 502 أسرة في المخيم المساعدات من خلال برنامج حالات العسر الشديد بالوكالة.
تستفيد من مركز برنامج المرأة حوالي 850 امرأة كل عام. وبالمركز دار حضانة تديرها جمعية نسائية محلية بدعم فني ومالي من الأونروا. وهناك أيضا مركز خياطة بالمخيم يديره مجلس الكنائس للشرق الأدنى.
تدعم الأونروا عمل مركز تأهيل المجتمع الذي أنشئ عام 1985 بدعم من أوكسفام بريطانيا، ويقدم خدمات لحوالي 300 طفل لاجئ معاق.
لا زال المخيم حتى هذا العام 2011 يفتقر للبنية التحتية الأساسية حيث لم يشمل بشبكة الصرف الصحي رغم وجود شبكة الصرف في جميع المناطق المحيطة به دون استثناء. ويعد المخيم من أكثر المخيمات في الأردن فقراً حيث بات يعتمد الكثر من السكان فيه على المعونات الخارجية في ظل البطالة التي يعيشها أهل المخيم.